# Pankraz Germann
Pankraz Germann (* 23. März 1764 in Schwarzenbach; † 1. Dezember 1828 in St. Gallen) war Kammersekretär des St. Galler Abts Pankraz Vorster und später St. Galler Regierungsrat.
Der Sohn von Franz Joseph Germann, Obervogt auf  Iberg, war katholisch und Bürger von Lichtensteig und später von Schwarzenbach. 1819 heiratete er die wohlhabende Maria Josepha Falk. Nach dem Studium der Rechte in Salzburg folgte er der Familientradition und trat in den Dienst der Fürstabtei St. Gallen ein. 1796 wurde er Kammersekretär von Abt Pankraz Vorster.
Pankraz Germann war 1798 Mitglied des Grossen Rats der helvetischen Zentralregierung und der Verwaltungskommission des Kantons Säntis sowie von 1803 bis 1815 St. Galler Regierungsrat. In dieser Funktion stimmte er 1805 der Aufhebung des Stifts zu. Ab 1815 präsidierte er das Appellationsgericht. Germann war federführend bei der Schaffung des ersten kantonalen Strafgesetzbuchs von 1819. Seine Karriere repräsentiert beispielhaft diejenige eines Mannes, der sich in wechselnden politischen Verhältnissen an einflussreicher Stelle zu behaupten vermag.